# فالنتين كاستيلانوس
فالنتين كاستيلانوس (بالإسبانية: Valentín Mariano Castellanos)‏ هو لاعب كرة قدم أرجنتيني في مركز الوسط، ولد في 3 أكتوبر 1998 في مندوزا في الأرجنتين. شارك مع منتخب الأرجنتين تحت 23 سنة لكرة القدم. أما مع النوادي، فقد لعب مع نادي أونيفرسيداد دي تشيلي ونادي نيويورك سيتي.

## وصلات خارجية
- فالنتين كاستيلانوس على موقع الاتحاد الأوربي (الإنجليزية)
- فالنتين كاستيلانوس على موقع الدوري الأمريكي (الإنجليزية)
- فالنتين كاستيلانوس على موقع قاعدة بيانات كرة القدم.إي يو (الإنجليزية)
- فالنتين كاستيلانوس على موقع بيانات كرة القدم. دي إي (الألمانية)
- فالنتين كاستيلانوس على موقع ليكيب (الفرنسية)
- فالنتين كاستيلانوس على موقع Soccerbase.com (لاعب) (الإنجليزية)
- فالنتين كاستيلانوس على موقع Soccerway.com (الإنجليزية)
- فالنتين كاستيلانوس على موقع عالم كرة القدم.نت (الإنجليزية)